# Vibble
Vibble est une localité de Suède dans la commune de Gotland située dans le comté de Gotland.

## Démographie
Sa population était de 1 810 habitants en 2020.